# Lista di GIS
Il software GIS comprende una vasta serie di applicazioni che implicano l'utilizzo di una combinazione di mappe digitali e dati georeferenziati. I software GIS possono essere distinti in differenti categorie.

## Software libero
Lo sviluppo di software libero GIS —considerando la storia del software —una lunga tradizione con l'apparizione del primo sistema nel 1978. Attualmente sono disponibili numerosi sistemi che coprono tutti i settori di gestione di dati geografici.

### Desktop GIS

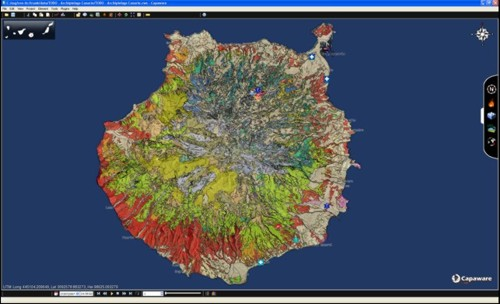
Capaware rc1 0.1

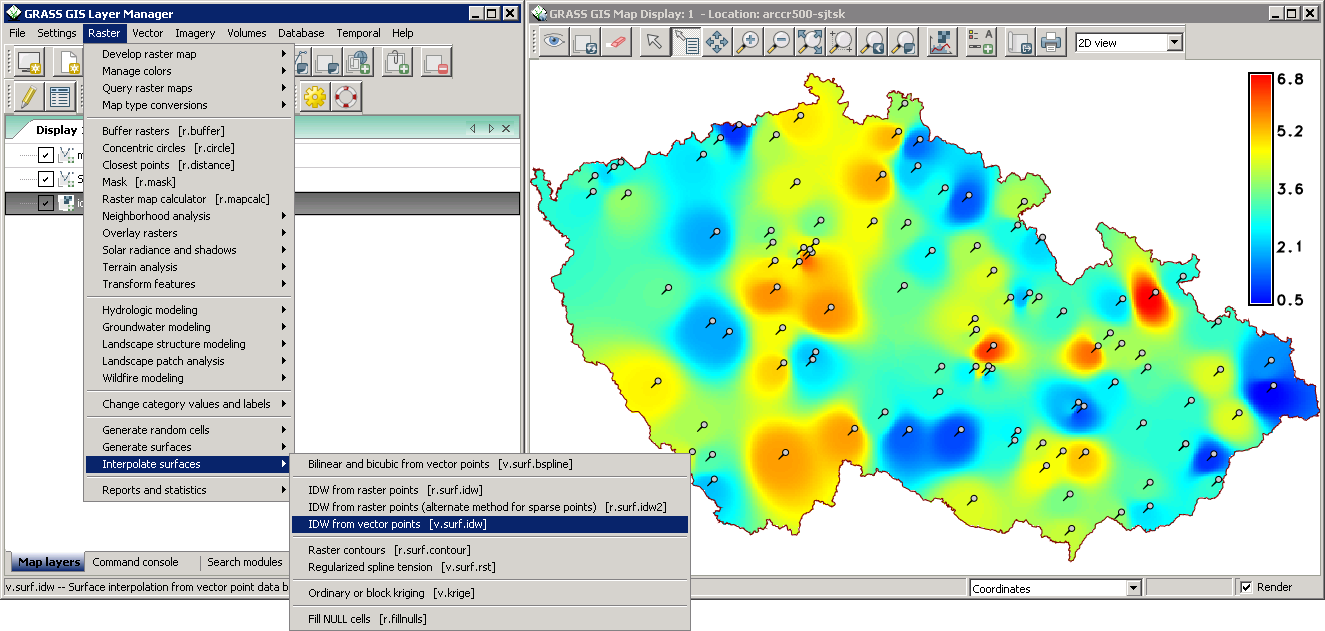
GRASS GIS 6.4

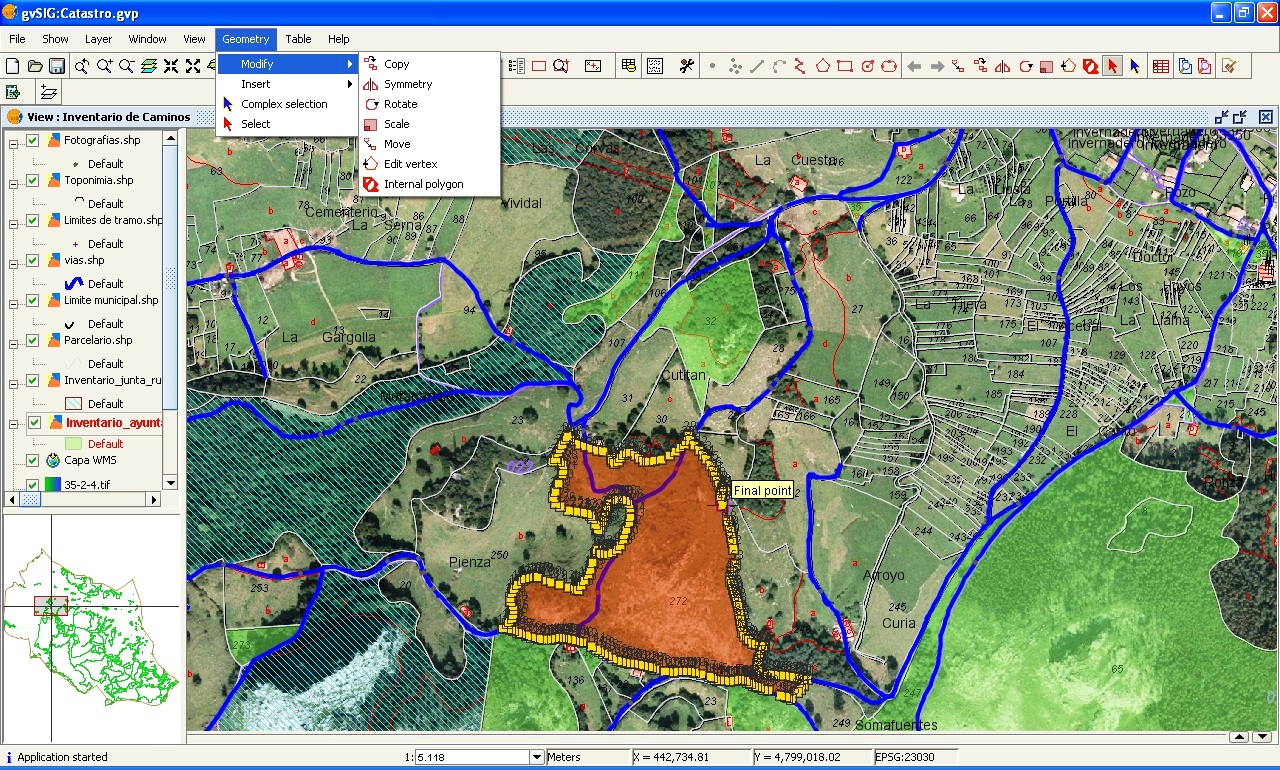
gvSIG 1.0

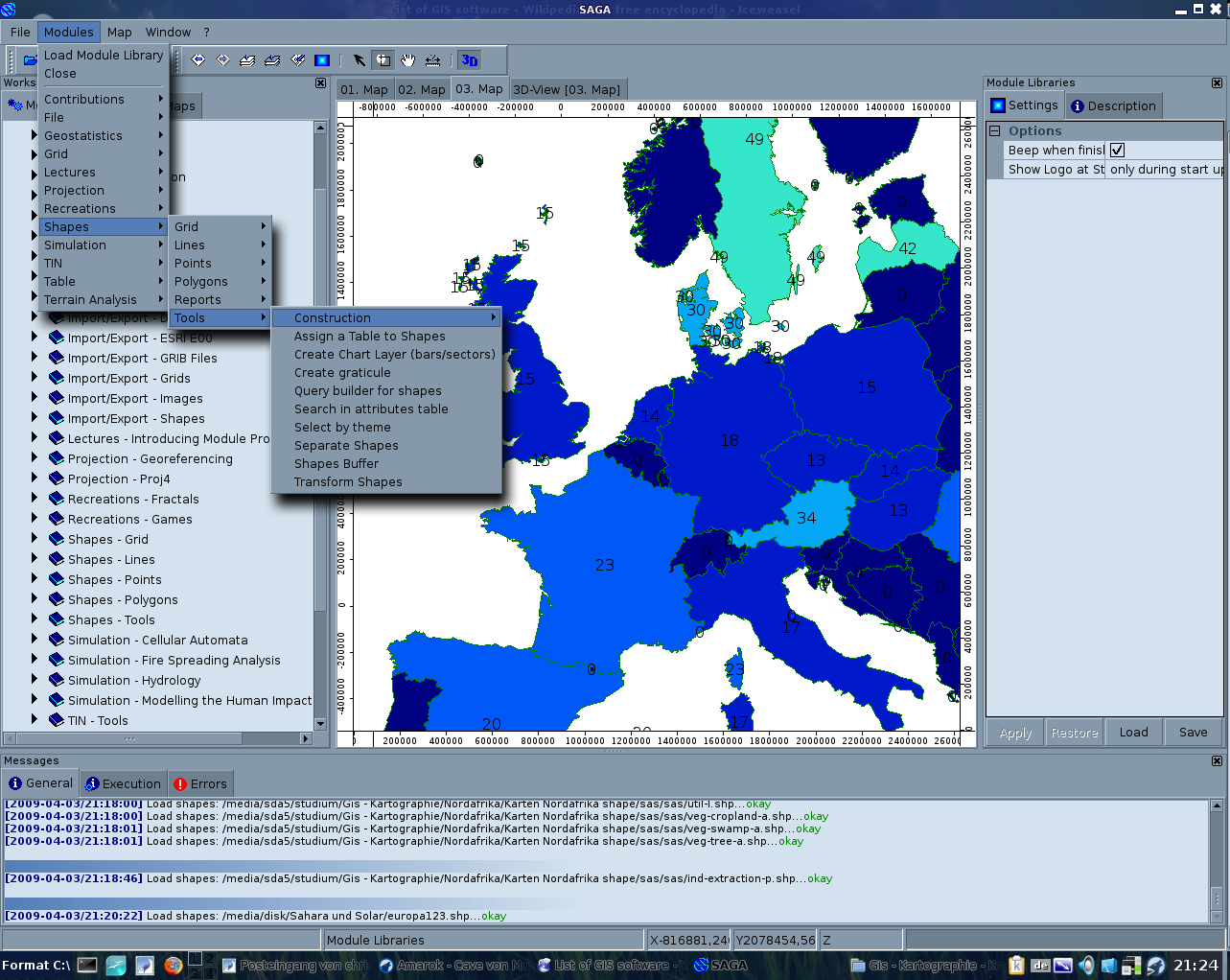
SAGA-GIS v. 2.0.3

I seguenti progetti open source di desktop GIS sono trattati in Steiniger and Bocher (2008/9):
- GRASS GIS – Sviluppato inizialmente da U.S. Army Corps of Engineers: un GIS completo.
- gvSIG – Scritto in Java. Disponibile per i sistemi operativi Linux, Unix, Mac OS X and Windows.
- ILWIS (Integrated Land and Water Information System) – Integra immagini, vettori e dati tematici.
- JUMP GIS / OpenJUMP ((Open) Java Unified Mapping Platform) – I software desktop GISs OpenJUMP, SkyJUMP, deeJUMP e Kosmo derivano tutti da JUMP.[3]
- MapWindow GIS – Applicazione desktop gratuita e componenti programmabili.
- QGIS (conosciuto anche come Quantum GIS) – Disponibile per i sistemi operativi Linux, Unix, Mac OS X e Windows.
- SAGA GIS (System for Automated Geoscientific Analysis) –- Un software GIS ibrido. Fornisce Application Programming Interface (API) e una serie di metodi geoscientifici, raccolti in librerie di moduli interscambiabili.
- uDig – disponibili le API e il codice sorgente (Java).

Oltre a questi, ci sono altri strumenti open GIS disponibili:
- Capaware – Un Framework GIS C++ 3D che rende disponibili una serie di plugin per l'analisi e la visualizzazione grafica dei dati.
- FalconView – Un sistema di mappatura creato da Georgia Tech Research Institute per i sistemi operativi Windows. È disponibile una versione gratuita, open source.
- Kalypso – Utilizza Java e GML3. È focalizzazt soprattutto alla simulazione numerica per la gestione delle risorse idriche.
- TerraView – Gestisce dati vettoriali e raster che risiedono in un database relazionale o geo-relazionale, ad es. un'interfaccia per TerraLib.
- Whitebox GAT – Software per tutte le piattaforme, gratuito e open source.

### Altri strumenti
Oltre agli applicativi desktop GIS, esiste una grande varietà di altri strumenti GIS. Per questa categorizzazione vedere GIS software. Un quadro generale d'insieme dei progetti software GIS per ciascuna categoria risale al 2012. Di seguito c'è una lista simile dei prodotti software GIS open source.

#### Web map server
- GeoServer – Scritto in Java e dipendente da GeoTools. Permette agli utenti di condividere ed elaborare dati geografici.
- MapGuide Open Source – Per sistemi operativi Linux or Windows, supporta Apache e IIS web servers, inoltre possiede APIs (PHP, .NET, Java, e JavaScript) per lo sviluppo di applicazioni.
- OpenStreetMap[5]
- Mapnik – libreria C++/Python per la renderizzazione - usato da OpenStreetMap.
- MapServer – Scritto in C. Sviluppato dalla University of Minnesota.

#### Database GIS
- PostGIS – Estensione del database open source PostgreSQL, permette l'interrogazione dei dati georeferenziati.
- SpatiaLite – Estensione del database open source SQLite, permette l'interrogazione dei dati georeferenziati.
- TerraLib – Fornisce funzioni avanzate per analisi GIS.

#### Sviluppo di framework software e di librerie (per applicazioni web)
- GeoBase (Telogis GIS software) – Software di mappatura geomatica, disponibile come kit di sviluppo, permette di effettuare varie operazioni compreso il lookup degli indirizzi, la mappatura, il routing, il geocoding inverso, e la navigazione. Pensato per ambienti enterprise.
- Geomajas – Software di sviluppo open source per applicazioni GIS basate su web e cloud.
- OpenLayers – Libreria open source AJAX per l'accesso ai dati geografici di vario tipo, sviluppato in origine da MetaCarta.
- Leaflet – Libreria open source JavaScript per mappe interattive mobile-friendly.
- Cesium – Libreria JavaScript open source per mappe 3D a livello globale.

#### Framework di sviluppo e librerie (non-web)
- GeoTools – Toolkit open source GIS scritto in Java, si attiene alle specifiche dell'Open Geospatial Consortium.
- GDAL / OGR
- Orfeo toolbox

#### Applicazioni di catalogazione per risorse georeferenziate
- GeoNetwork opensource – Un'applicazione di catalogazione per gestire risorse georeferenziate
- pycsw – È una server CSW in Python

#### Altri strumenti
- Chameleon – Ambiente di sviluppo applicazioni con MapServer.
- MapPoint – Una tecnologia ("MapPoint Web Service", originariamente conosciuta come MapPoint .NET) e un programma specifico creato da Microsoft che permette agli utenti di visualizzare, modificare ed integrare le mappe. MapPoint è stato dismesso il 31 dicembre 2014.[6]

## Importanti software GIS proprietari

### Desktop GIS
Nota: quasi tutte le aziende seguenti offrono prodotti desktop GIS e WMS. Alcuni forniscono anche prodotti DBMS geografici.

### Servizi GIS
Molti fornitori offrono servizi basati su Internet alternativamente o oltre software e dati scaricabili. Alcuni sono gratuiti, altri con pubblicità o che richiedono una sottoscrizione a pagamento; si possono distinguere in tre tipi:
- SaaS – Software as a Service: software disponibili come servizio su Internet
  - GeoMediaWebMap Online[7]
  - ArcGIS Online[8]
  - CartoDB[9]
  - Mapbox – fornitore di mappe online per siti web
- PaaS – Platform as a Service: servizi di geocoding, analisi ed elaborazione
  - Google Maps JavaScript API version 3[10]
  - Microsoft Bing Geocode Dataflow API[11]
  - US Census Geocoder[12]
- DaaS – Data as a Service: servizi di dati o di contenuti
  - Apple Maps[13]
  - Google Maps[14]
  - Microsoft Bing Maps[15]

### DBMS geografici
- Boeing's Spatial Query Server – Sybase ASE geografico.
- DB2 – Fornisce interrogazioni geografiche e registrazione di molti tipi di dati geografici.
- Informix – Permette interrogazioni di tipo geografico e registrazione di molti tipi di dati geografici.
- MySQL – Allows spatial querying and storing of most spatial data types.
- Microsoft SQL Server (2008 e successivi) – Fornisce dati GIS visualizzabili con MapInfo eCadcorp SIS.
- Oracle Spatial – Fornisce la possibilità di elaborazioni complesse e registrazione di dati geografici in formato nativo dell'ambiente Oracle. I dati di questo tipo sono leggibili e modificabili dai più comuni software GIS commerciali.
- PostGIS – Un insieme di estensioni già collaudate per il database gratuito PostgreSQL.
- Teradata – Teradata permette la registrazione e l'analisi di dati georeferenziati utilizzando dato in formato nativo nel database Teradata.
- VMDS – Gestione delle versioni in Smallworld.

### Strumenti per la trasformazione di dati geografici
- Safe Software – Spatial ETL products including FME Desktop, FME Server and the ArcGIS Data Interoperability Extension.